# Manon Vennat
Manon Vennat, C.M., LL.B., Ph.D. (hon),  est une avocate québécoise. Elle est l'ancienne conjointe de Michel Vennat.

## Biographie
Elle a obtenu un baccaulauréat et une licence en droit de l'Université McGill (1965). 
Elle a occupé divers postes au gouvernement fédéral et dans le secteur privé. Elle a commencé sa carrière à la Compagnie des jeunes canadiens avant de fonder le Centre de linguistique de l'entreprise de Montréal, où elle a exercé les fonctions de directrice générale jusqu'en 1980. Elle a aussi fait du recrutement de cadre. 
Elle est présentement présidente du conseil d'administration du Musée McCord d'histoire canadienne en plus d'être gouverneure émérite de l'Université McGill. Elle agit comme mentor auprès de la Fondation Boursiers Loran. 
Elle est depuis 2004, commissaire à temps partiel de la Commission de la fonction publique du Canada, pour un mandat de sept ans.

## Honneurs
- 1995 - Membre de l'Ordre du Canada
- Doctorat (honoris causa) de l'Université d'Ottawa